# Carlo Nash
Carlo James Nash (Bolton, 1973. szeptember 13. –) angol labdarúgó, aki jelenleg a Norwich Cityben játszik kapusként.

## Pályafutása
Nash a Rossandale United csapatában kezdte meg profi pályafutását 1993-ban, majd innen a Clitheroe-hoz került. 1996-ban leigazolta a Crystal Palace, ahol két évet töltött. Innen a Stockport Countyhoz került. 2000-ben kölcsönben a Wolverhampton Wanderershez igazolt. 2001 januárjában 100 ezer fontért leszerződtette a Manchester City. Mire a csapat stabil tagja lett a Premier League-nek, újra mennie kellett. 2003-ban a Middlesbrough igazolta le. Két év alatt alig kapott lehetőséget, így a másodosztályú Preston North Endnél próbált szerencsét. A 2005/06-os szezonban 24 alkalommal őrizte meg kapuját a góltól, amivel klubrekordot állított fel.
2006 júliusában azt nyilatkozta, hogy a klub céljai nem egyeznek meg az övéivel, amivel magára haragította a vezetőséget. 2007 januárjáig megőrizte helyét a kezdőben, ekkor úgy tűnt, a Fulham le fogja igazolni. A sajtóban egy 500 ezer fontos ajánlatról cikkeztek, de a Preston cáfolta a híreszteléseket, és végül nem lett semmi az átigazolásból. Nash nem sokkal később elvesztette helyét a csapatban, 2007-ben egy hónapra kölcsönvette a Wigan Athletic, mivel több kapusuk is sérült volt. 2007 nyarán véglegesen is leigazolták 300 ezer fontért. 2008. március 4-én kölcsönben a Stoke Cityhez került, akiknek kellett egy második számú kapus, miután Fülöp Mártont visszahívta a Sunderland.
2008 szeptemberében gyerekkori kedvenc csapatához, az Evertonhoz került. Jelenleg ő a második számú hálóőr Tim Howard mögött.

## Külső hivatkozások
- Carlo Nash pályafutásának statisztikái a Soccerbase oldalon (angolul)

- Carlo Nash adatlapja az Everton honlapján
- Carlo Nash hivatalos honlapja

## Fordítás
- Ez a szócikk részben vagy egészben  a   Carlo Nash című angol Wikipédia-szócikk fordításán alapul.  Az eredeti cikk szerkesztőit annak laptörténete sorolja fel. Ez a jelzés csupán a megfogalmazás eredetét és a szerzői jogokat jelzi, nem szolgál a cikkben szereplő információk forrásmegjelöléseként.